# 그리스와 덴마크의 왕자 아리스티디스스타보로스
그리스와 덴마크의 왕자 아리스티디스스타보로스(그리스어: Αριστείδη Σταύρο, 2008년 6월 29일 ~ )는 비재위 그리스 왕가의 일원이다. 그리스 왕세자 파블로스와 그리스 왕세자빈 마리샹탈의 사남으로 그는 그리스의 마지막 왕이었던 콘스탄티노스 2세와 덴마크의 아네마리의 손자이다.